# Casa de Miguel Hidalgo (Dolores Hidalgo)
La Casa de Hidalgo o Museo Histórico Curato de Dolores es una finca ubicada en Dolores Hidalgo, Guanajuato, construida en 1779. Este edificio fue la última casa de Miguel Hidalgo y Costilla, sacerdote que organizó y comenzó la Independencia de México, y última parada antes de dar el grito de Independencia en 1810.

## Historia
Miguel Hidalgo viajó a Dolores el 3 de octubre de 1803 para establecerse ahí. Primero se alojó en la casa que había heredado de su hermano, José Joaquín, pero al año siguiente se mudó al edificio que mandó a construir el cura José Salvador Fajardo en 1779. Este edificio era conocido como la Casa del Diezmo, y fue habitada por Miguel Hidalgo hasta 1810.
En esta casa, Hidalgo formó una escuela nocturna donde se impartían clases de artesanías y música. Más tarde organizó tertulias, obras de teatro y lecciones de doctrinas racionalistas. La casa también es famosa porque ahí se realizaron juntas conspiratorias una vez que la conspiración de Querétaro fue descubierta, lo que los llevó a adelantar el movimiento por la independencia. Fue desde esta casa que los caudillos dirigidos por Hidalgo, Ignacio Allende y Juan Aldama avanzaron hacia la parroquia de Nuestra Señora de los Dolores para llamar al pueblo.
Mientras los insurgentes partían a San Miguel el Grande la casa fue saqueada y ocupada por uno y otro bando en el transcurso de la Guerra de Independencia. En 1821 la casa pasó a manos de la Iglesia hasta 1859, cuando a través de la Ley de Nacionalización de Bienes Eclesiásticos, complementaria a la Ley Lerdo, pasó a propiedad particular. En 1863, Benito Juárez declaró la casa como Monumento Nacional y desde entonces se comenzó a llamar Casa de Hidalgo.

### Grito de Dolores
El 15 de septiembre de 1864, Maximiliano de Habsburgo celebró por primera vez la ceremonia del Grito de Independencia. A partir de 1940, Lázaro Cárdenas del Río instauró que el “Grito” se diera desde el pórtico de la parroquia.